# Intransigencia Democrática
Intransigencia Democrática (ID) fue una agrupación política chilena opositora a la dictadura militar de Augusto Pinochet, existente de mediados a fines de los años 1980.

## Historia
Fue fundada el 16 de abril de 1985, mediante un documento titulado Manifiesto por la Libertad y la Democracia, firmado por 16 personalidades tanto militantes de partidos políticos como independientes. Aspiraba a la recuperación de la democracia mediante la desobediencia civil y todos los medios posibles. Según sus declaraciones, nunca pretendió convertirse en partido ni coalición de partidos, sino como una propuesta de unidad opositora para terminar con el régimen.
Su líder fue el jurista radical Manuel Sanhueza, y entre sus integrantes se encontraban Manfred Max-Neef, Fanny Pollarolo, Manuel Riesco, Germán Correa y Rafael Agustín Gumucio. En 1986, Sanhueza fue arrestado por declaraciones contrarias al gobierno publicadas en la revista Análisis.
Proponía la instauración de un Gobierno interino que derogase la Constitución de 1980 y convocara a una Asamblea Constituyente para la redacción de una nueva Ley Fundamental plenamente democrática. Apoyó la firma del Acuerdo Nacional para la Transición a la Plena Democracia. Sin embargo, el 16 de mayo de 1987 presentaron un manifiesto en donde se oponían a la inscripción de los ciudadanos en el Registro Electoral, dado que consideraban ello como una forma de validar la dictadura militar.
El movimiento fue perdiendo presencia y peso con los años. Algunos militantes —como Sanhueza— pasaron a militar en el Partido por la Democracia.